# Mâron

Mâron este o comună în departamentul Indre, Franța. În 1 ianuarie 2022 avea o populație de 736 de locuitori.